# Domenico Catazzo
Domenico Catazzo (Selva di Progno, 19 april 1715 – aldaar, 7 december 1792) was een dichter in het Zimbrisch of Lingua cimbra in het Italiaans. Dit was een Zuid-Beiers en Zuid-Tirools Duits dialect gesproken op enkele plaatsen in de republiek Venetië.
Catazzo verdedigde het cultuureigen van Zimbern in de zogenaamde Tredici Comuni of Dertien Gemeenten nabij Verona. Deze streek werd ook Lessinia genoemd naar het plateau in de Voor-Alpen. Zimbrisch werd daarnaast gesproken in het nabij gelegen landelijk grensgebied in Trente en Vicenza.

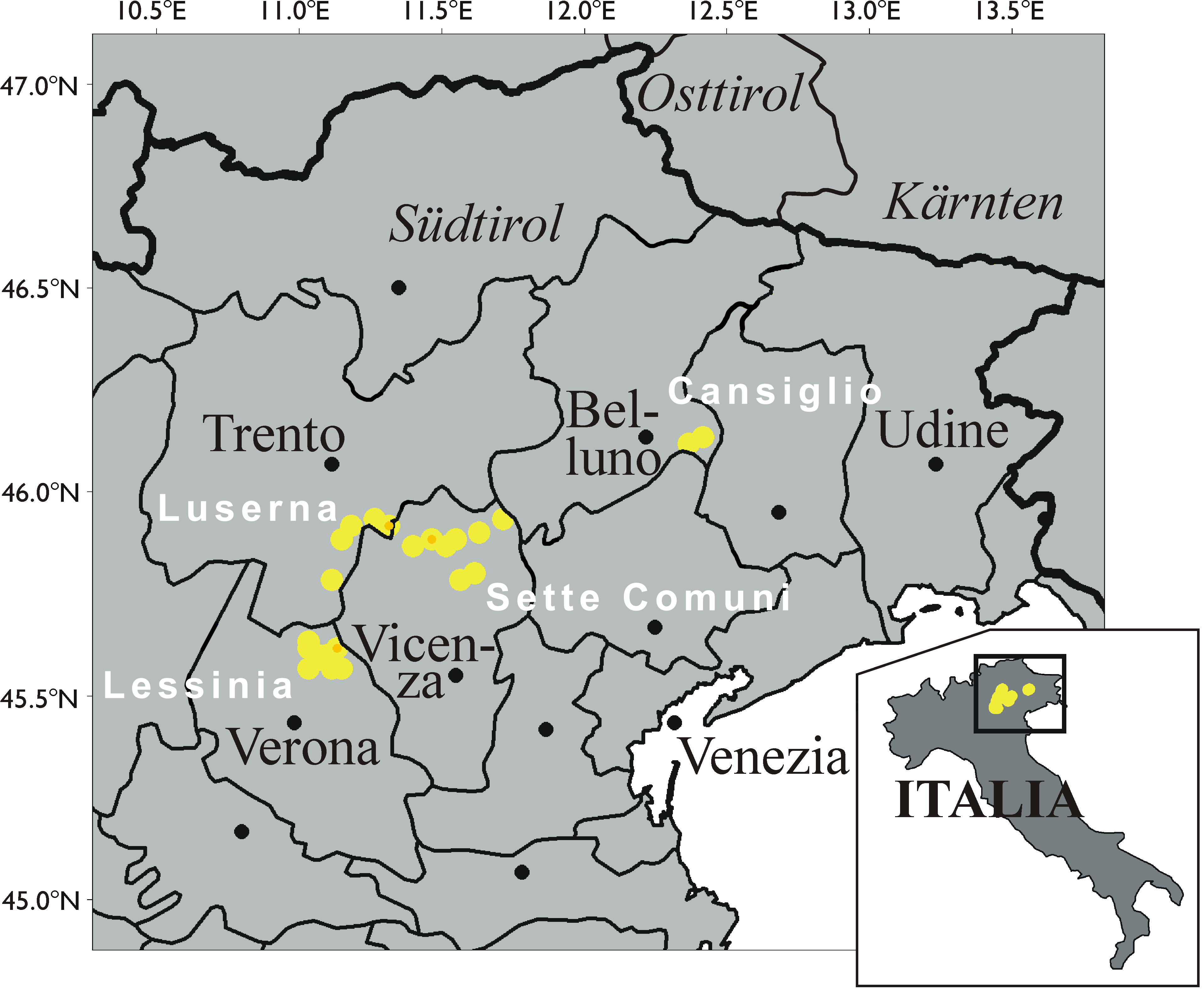
Zimbrisch of Lingua cimbra in Noord-Italië, in geel aangeduid

## Levensloop
Catazzo groeide op in Selva di Progno, in een van de Dertien Gemeenten. Hij was botanicus en deed aan landbouw voor zijn broodwinning. Daarnaast hield hij zich bezig met de studie van het Zimbrisch. Hij vergeleek gebeden en bijbelteksten in het Zimbrisch, het Duits en het Italiaans. Hiervoor werkte hij samen met de kapelaan van de parochie San Bortolomio delle Montagne in zijn gemeente.
Catazzo dichtte in het Zimbrisch. Een verder ongepubliceerd dichtwerk is getiteld Istoria de Cimbri e loro origine, dat betekent Geschiedenis van de Cimbren en hun oorsprong. Tevens stimuleerde hij in de dorpen het zingen van liederen in het Zimbrisch.